# Virtue & Pound Manufacturing Company
Virtue & Pound Manufacturing Company war ein US-amerikanischer Hersteller von Motoren und Automobilen.

## Unternehmensgeschichte
D. E. Virtue, C. L. Pound und E. T. Winship schlossen sich 1901 zusammen. Sie gründeten das Unternehmen in Owatonna in Minnesota. Hauptsächlich stellten sie Motoren her. Außerdem entstanden zwischen 1901 und 1903 mindestens drei Automobile. Der Markenname lautete Owatonna. Winship zog sich frühzeitig zurück.
1903 wurden Produktionsrechte und Maschinen für einen Einzylindermotor mit 3 PS Leistung von Thiem & Company übernommen und bis 1904 mit diesen Motoren einige Personenkraftwagen hergestellt, die jedoch Thiems Markennamen trugen.
Die Produktion von Stationärmotoren lief bis etwa 1917.

## Fahrzeuge
Im Angebot stand nur ein Modell. Zwei Quellen geben an, dass der Motor 10 PS leistete. Eine andere Quelle nennt einen Ottomotor mit 9 PS Leistung. Der Neupreis betrug 1250 US-Dollar.